# GSC5992-502
GSC5992-502 — хімічно пекулярна зоря спектрального класу A7, що має видиму зоряну величину в смузі V приблизно 10,0.